# Balduino V de Flandes
Balduino V de Flandes, conocido como Balduino el Piadoso o Balduino 'de Lille' (Arras, 1012 - 1 de septiembre de 1067). Conde de Flandes de 1036 a 1067.
Hijo de Balduino IV "el Barbudo", conde de Flandes, y de Ogiva (Cunegunda) de Luxemburgo, hija de Federico de Luxemburgo.
Casado con Adela de Francia, hija del rey Roberto II.
Tuvo 4 hijos:
- Balduino VI, conde de Flandes.

- Matilde, reina de Inglaterra por su matrimonio con Guillermo el Conquistador.

- Roberto I, conde de Flandes.

- Enrique de Flandes.